# Pipidae
Famille
Synonymes
- Pipinae Gray, 1825
- Dactylethridae Hogg, 1838
- Dactylethrinae Hogg, 1838
- Astrodactylidae Hogg, 1839
- Hymenochiridae Bolkay, 1919

Les Pipidae sont une famille d'amphibiens subdivisée en quatre genres. Elle a été créée par John Edward Gray en 1825.

## Répartition
Les espèces de ce genre se rencontrent :
- en Afrique subsaharienne pour les genres Hymenochirus, Pseudhymenochirus et Xenopus ;
- en Amérique du Sud et en Amérique centrale pour le genre Pipa.

## Description
Les Pipidae sont des amphibiens primitifs dépourvus de langue. Leur vie est exclusivement aquatique, ce qui a induit plusieurs caractéristiques morphologiques telles que des pattes entièrement palmées ou la présence d'une ligne latérale. Par ailleurs leurs ouïes peuvent émettre et recevoir les sons aquatiques. Leurs tailles s'échelonnent entre 40 et 190 mm.

## Liste des genres
Selon Amphibian Species of the World (11 juin 2017) :
- Hymenochirus Boulenger, 1896
- Pipa Laurenti, 1768
- Pseudhymenochirus Chabanaud, 1920
- Xenopus Wagler, 1827

Par ailleurs les sept genres fossiles suivants sont rattachés au Pipidae :
- † Eoxenopoides Haughton, 1931
- † Llankibatrachus Baez & Pugener, 2003
- † Pachycentrata Baez & Rage, 2004
- † Saltenia Reig, 1959
- † Shelania Reig, 1959
- † Singidella Baez & Harrison, 2005
- † Vulcanobatrachus Trueb, Ross & Smith, 2005

Les deux sous-familles Pipinae Gray, 1825 et Dactylethrinae Hogg, 1839  ne sont pas reconnues par Amphibian Species of the World.

## Publication originale
- Gray, 1825 : A synopsis of the genera of reptiles and Amphibia, with a description of some new species. Annals of Philosophy, London, sér. 2, vol. 10, p. 193–217 (texte intégral).